# ТЕС Омоку II
5°23′8.7″ пн. ш. 6°39′53.0″ сх. д. / 5.385750° пн. ш. 6.664722° сх. д.
ТЕС Омоку II — теплова електростанція, що споруджується в Нігерії у південному штаті Ріверс за 70 км на північний захід від його столиці міста Порт-Гаркорт.
Площадку для станції обрали поряд з можливим джерелом палива — центральною процесинговою установкою Obi Obi Oil Extraction Plant, яка обслуговує місцеві нафтові родовища. Також вона розташовуватиметься поряд із запущеною у 2000-х роках ТЕС Омоку, яка проте належить іншому власнику. Станція Омоку II є однією з десяти, спорудження яких розпочалось у відповідності до оголошеної 2005 року програми стрімкого нарощування можливостей електроенергетики National Integrated Power Projects. Її запланували як об'єкт з потужністю 252 МВт, на кому змонтують дві газові турбіни виробництва компанії General Electric типу 9EA. Видача продукції відбуватиметься по ЛЕП, що працюватиме під напругою 132 кВ.
Генеральним підрядником будівництва виступила компанія Rockson Engineering. Можливо відзначити, що всі станції зазначеної вище урядової програми споруджувались з відставанням від графіку, проте ТЕС Омоку II стала однією з двох (поряд з ТЕС Егбема), які станом на середину 2017-го ще не були введені в експлуатацію.
Проект реалізується через державну компанію Niger Delta Power Holding Company (NDPHC). Вже на етапі будівництва станції у середині 2010-х уряд Нігерії оголосив про намір приватизувати всі об'єкти, виконані за програмою National Integrated Power Projects.